# بيتر بيرد
بيتر بيرد (بالإنجليزية: Peter Beard)‏ هو سياسي أسترالي، ولد في 22 مايو 1935 في جبل إيسا في أستراليا. حزبياً، نشط في Queensland Liberal Party ‏. وقد انتخب عضو المجلس التشريعي ولاية كوينزلاند.